# Yu Suzuki
Yu Suzuki (鈴木 裕 Suzuki Yū, født 10. juni 1958) er en japansk spildesigner og producer, som har udlevet hele sin karriere hos Sega. Han omtales ofte som Segas svar på Shigeru Miyamoto og er ansvarlig for skabelsen af mange af Segas vigtigste arkadespil såsom Hang-On, Out Run, After Burner II, Virtua Fighter, Daytona USA og Virtua Cop såvel som Shenmue-serien til Dreamcast. I 2003 blev Suzuki den sjette, der er blevet indsat i Academy of Interactive Arts and Sciences' Hall of Fame. IGN optegnede ham som #9 i deres Top 100 Game Creators of All Time-liste.